# Lehmanns Brautfahrt
Lehmanns Brautfahrt ist eine deutsche Stummfilmkomödie aus dem Jahr 1916 von Robert Wiene.

## Handlung
Der Gymnasiallehrer Friedrich Lehmann gilt als weltfremder, komischer Kauz. Mit seinem altertümlichen Outfit und seiner etwas linkisch-schusseligen Art wirkt er wie das Paradebeispiel eines entrückten Professors. Seine ganze Liebe gilt dem Altertum, vor allem dem antiken Griechenland. Eines Tages versäumt er sogar die Verlobungsfeier mit dem reizenden Röschen, denn er ist ganz hin und weg wegen eines Griechenlandstipendiums, das ihm zuerkannt worden ist. Dann fällt er in einen tiefen Schlaf.
In seinem Traum befindet er auf der Reise ins antike Hellas, wo ihn eine Reihe von Abenteuern erwartet. Wieder im höchst realen Wachzustand, kann er nicht glauben, dass dies alles nur ein Traum gewesen sein soll. Die Familie macht sich große Sorgen und beschließt daher, Lehmanns Traum auf ihre Art fortzusetzen und in einem Aufwasch auch Friedrich und Röschen vor den Traualtar zu bringen. Daher kleiden sich nun alle wie Griechen der Antike, und so finden, nachdem selbst Röschen „griechisch“ geworden ist, auch endlich die beiden Brautleute zueinander.

## Produktionsnotizen
Lehmanns Brautfahrt entstand im Sommer 1916, inmitten des Ersten Weltkriegs, im Messter-Film-Atelier in der Blücherstraße 32. Der vieraktige Film passierte im Juli 1916 die Filmzensur und wurde im November 1916 im Mozartsaal in Berlin erstmals aufgeführt.
Ludwig Kainer entwarf, wie bei den meisten frühen Wiene-Inszenierungen, die Filmkulissen.

## Kritik
Bei Oskar Kalbus heißt es: „In Berlin kannte damals jedes Kind den Komiker Arnold Rieck vom Thalia-Theater, der so manches Couplet populär gemacht hat. Wenn Arnold Rieck als Gymnasialprofessor mit Bratenrock, Zylinder, Regenschirm und dem bestickten Reisesack aus Großvaters Zeiten sich auf einer Filmreise nach Hellas in eine schöne Griechin verliebte („Lehmanns Brautfahrt“, 1916), kam das Publikum nicht aus dem Lachen heraus.“